# Adélaïde Dufrénoy

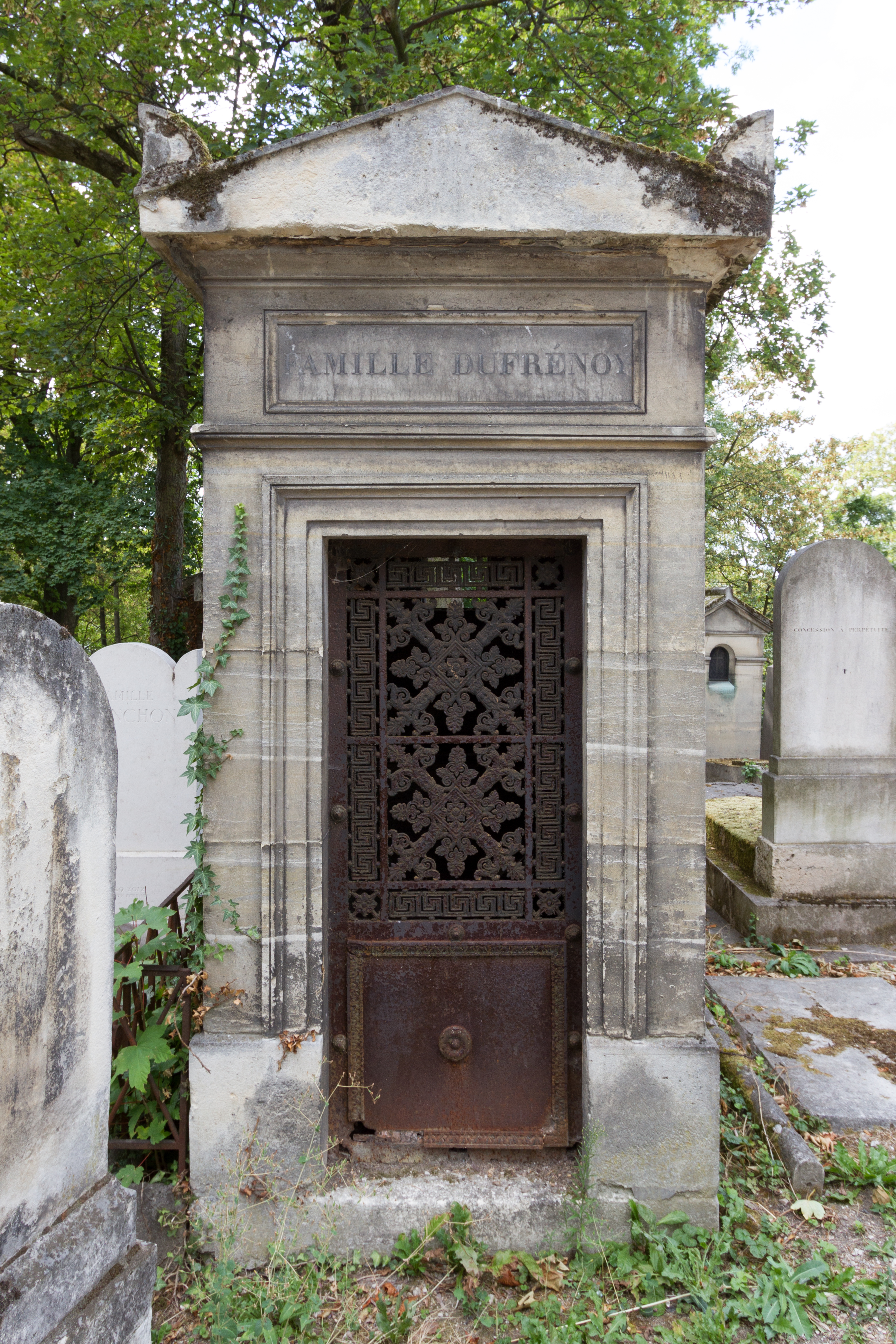
Tumba de Dufrénoy

Adélaïde-Gillette Dufrénoy (apellido de soltera Billet; Nantes, 1765-1825) fue una poetisa francesa y pintora de Bretaña.

## Primeros años
La hija de Jacques Billet, joyero de la Corona de Polonia, tuvo una acaudalada educación y aprendió latín a un nivel lo suficientemente competente como para poder traducir las obras de Horacio y Virgilio, así como poemas de Propercio. Más adelante, M. Laya le presentaría la poesía francesa que en los años venideros capturaría su imaginación. 
A los quince años, se casó con un fiscal, Simon Petit-Dufrenoy, en el Châtelet de Paris. Su domicilio conyugal se convirtió en el lugar de encuentro de los beaux-esprits de la ciudad, lo que la encaminó hacia una auténtica vocación poética. En 1787, su carrera como escritora comenzó con un pequeño trabajo titulado Boutade, a un amigo. Además, publicó algunos de sus poemas en la revista popular poética, Almanach des Muses. Al año siguiente, probó suerte con el teatro y presentó una obra, l'Amour exilé des Cieux ("Amor exiliado de los cielos"), pero le debía su reputación literaria a sus elegías populares. 

## Revolución francesa
Su racha de buena suerte terminó cuando estalló la Revolución Francesa y su casa fue incendiada, lo que llevaría a su esposo a la bancarrota. El Directorio no les ofreció ninguna indemnización, y el Consulado sucesor lo trasladó a un trabajo mal pagado en Alejandría. Adélaïde-Gillette lo acompañó hasta allí y, cuando se quedó ciego, trató de ayudarlo copiando sus expedientes y escribiendo sus juicios. A pesar de que su tiempo fuera acaparado por el cuidado de su marido, es de este período sombrío de donde provienen la mayoría de sus elegías. La melancolía que sintió se vio reforzada al sentirse tan lejos de su tierra natal.

## Imperio francés
Al jubilarse su esposo, regresó a una vida difícil en Francia, hasta que, gracias a la intervención de Antoine Vincent Arnault y el Comte de Ségur, fue rescatada de la pobreza y Napoléon, a quien ella prometió todo su apoyo, cubrió sus necesidades básicas. Dejando el comercio por el arte, su carrera literaria dio un vuelco. Comenzó a escribir poesía erótica, velada en elegía. En 1807, se publicó la primera edición de sus elegías y fue un gran éxito, y en 1812, cantó para el Rey de Roma. Un año después, formó parte del séquito que acompañó a Marie Louise de Austria a Cherburgo. Fue mentora de Amable Tastu y Marceline Desbordes-Valmore.

## Caída del imperio
Las cosas estaban mejorando para Adélaïde y su esposo, pero una vez más, el ambiente político tempestuoso de la Francia contemporánea perturbó sus planes: la caída del Imperio francés afectaría a ella y a sus conciudadanos. Sin embargo, en esta ocasión su don para escribir se convertiría en la gracia salvadora de su familia. Escribió muchos libros infantiles; editó la Minerve littéraire, l'Almanach des Dames y l'Hommage aux Demoiselles; tradujo algunas novelas del inglés y escribió novelas propias. Gran parte de su trabajo fue elogiado por los críticos del día y varias academias. Lo más destacado fue el premio otorgado por la Académie Française por su poema Les Derniers Moments de Bayard ("Los últimos momentos de Bayard". ) 
Murió en París, el 7 de marzo de 1825, cuidada por su hijo, el geólogo y mineralogista, Armand Dufrénoy .